# Mölbegg
Mölbegg (2080 m n. m.) je hora ve Wölzských Taurách na území rakouské spolkové země Štýrsko. Nachází se v hřebeni, který vybíhá z hory Plannerknot (1996 m) západním směrem a postupně se stáčí k severu. Mölbegg na jihozápadě sousedí s vrcholem Edelweißspitze (1990 m) a na severu s vrcholem Schattleitkoppe (1808 m). Východní svahy hory klesají do údolí potoka Mittereggbach, západní do údolí říčky Donnersbach. Severně od vrcholu se na úbočí hory nachází malé bezejmenné jezírko.

## Přístup
- po značené turistické cestě č. 931 z osady Winklern

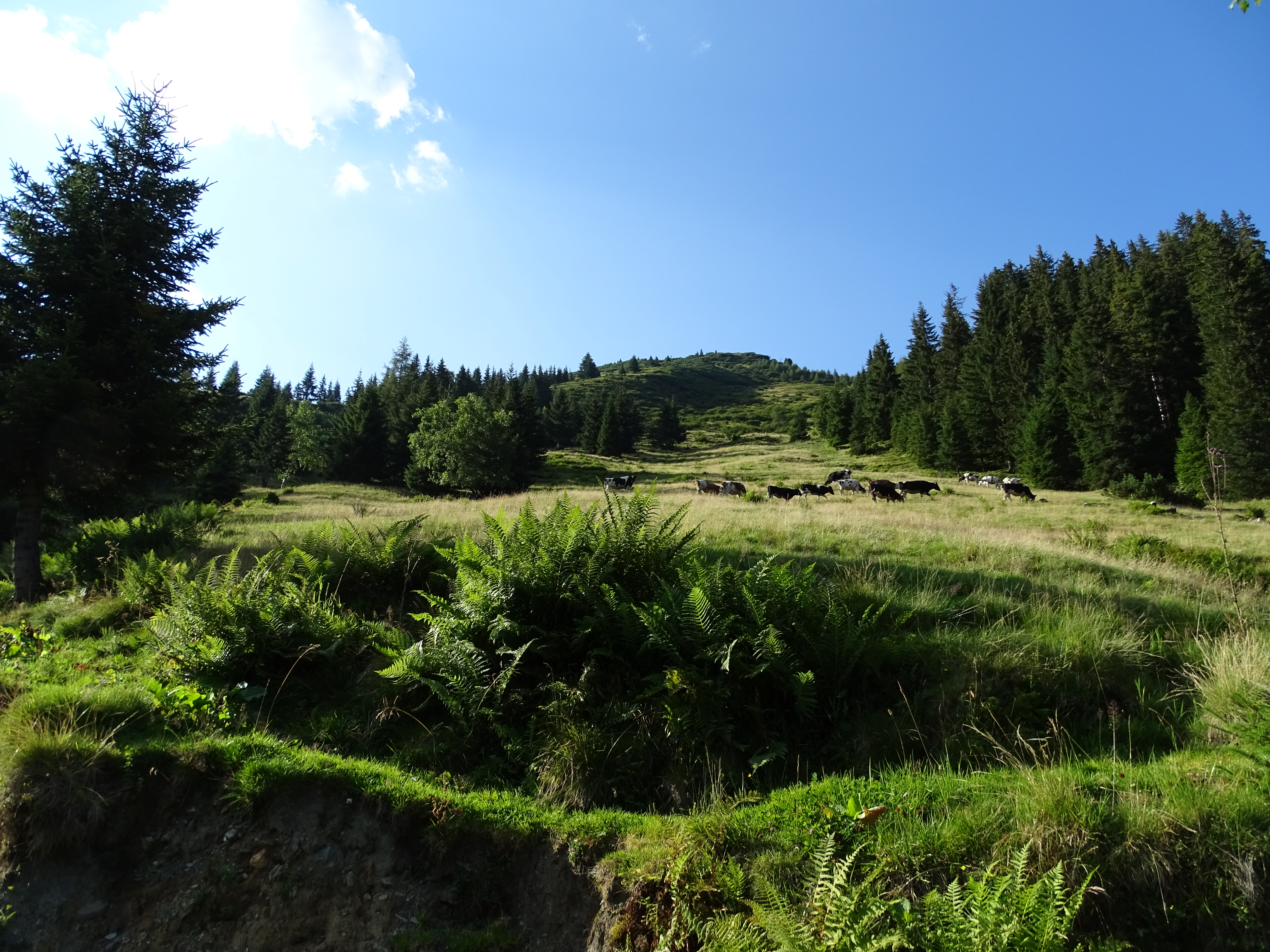
Mölbegg

- po značené turistické cestě č. 931 z osady Ilgenberg
- po značené turistické cestě z doliny Hochtaler Graben